# 鮑林格林高原
79°42′S 158°36′E / 79.700°S 158.600°E
鮑林格林高原（英語：Bowling Green Plateau）是南極洲的高原，位於奧次地，處於布朗山脈北部，屬於庫克山脈的一部分，由威靈頓維多利亞大學的探險隊以鮑林格林州立大學的地質學家命名。